# Jesús Antonio Rojas
Jesús Antonio Rojas (Almazán, Soria, 1948 - Mecina, Granada, 2006) fue un poeta y galerista español. 

## Biografía
Por vicisitudes laborales de sus padres (Miguela Pilar López y Pedro Jesús Rojas), nació en el pueblo soriano de Almazán. "Llegué a Cuenca antes de cumplir los tres años. Aquí estudié, gocé y sufrí; aquí tuve una hija, Flores Rojas Martínez, y establecí mi casa y mi trabajo. Siempre volví a ella tras los más largos viajes y estancias y siempre fui Cuenca donde estuve. Como todo conquense, creo, sigo manteniendo con ella esa inexplicable relación amor/odio que quizá nos caracterice." Así escribía a la altura de sus 42 años, ordenando sus carpetas de poemas para una edición antológica.
Como poeta visual, formó parte en 1972 del Grupo de Cuenca (al que pertenecían Carlos de la Rica, Luis Martínez Muro y Antonio Gómez). Su experimentalismo puede adscribire a la llamada "poesía tipográfica", auspiciada por Hans Jorg Mayer.
Dirigió la galería de arte Sala Alta, en la Cuenca todavía ferviente de arte y artística fraternitas, impulsada por el grupo El Paso y el insólito Museo de Arte Abstracto Español, sito en las Casas Colgadas. Allí expusieron nombres como Bonifacio Alfonso, Javier Pagola, Óscar Lagunas, Eva Lootz, Mitsuo Miura o Julián Pacheco. 
Además de su obra poética cuajada en libro, colaboró, entre otras, en las revistas poéticas Perfil, Carpeta, Oropéndola, Separata, El Cardo de Paja, La Mujer Barbuda y Menú; así como escribió diversos artículos para periódicos locales (sobre el pintor Julián Pacheco, "EI espejo de la verdad en la sala Arcón", Diario de Cuenca, Cuenca. 30 de marzo de 1983, y otros).

## Poética
Poeta casi secreto, Rojas entendía su escritura como "pruebas, quizá destellos, ejercicios de vida. La mía y la de otros muchos: me reconozco en Plotino y Catulo; en Omar Jayam y en Basho, en Villon y en Quevedo; en Vallejo y Cernuda: y no puedo quitar de mi existencia a Baudelaire ni a Borges. De muchos de estos Vasos he bebido". Elencaba también, entre sus influencias, "el Amor (los amores), el budismo Zen, la Pintura, la Música y otros estimulantes". Y, a modo de poética, recordaba "los viajes, los amores y desamores, los trabajos y los días" que habrían cubierto su obra "de una pátina de profunda lucidez, alejada de todo atisbo retórico, y que enlaza perfectamente con la erótica oriental y el romanticismo, con el racionalismo centroeuropeo, a través de un verbo propio y renovador". 

## Obra poética
- Las revueltas del Romanticismo, Madrid, 1966 (inédito).
- Noche previa, París, 1968 (inédito).
- 20 poemas experimentales, El Toro de Barro, Carboneras de Guadazaón (Cuenca), 1972. Escrito con De la Rica, Muro y Gómez.
- El viaje necesario (Blue Again), Ibiza, 1981.
- El Tiempo y otros poemas, Cuenca, 1983.
- Poesía en democracia, Málaga, 1985 (inédito).
- Esta no es la Playa de los Soñadores, Cuenca, 1987 (inédito).
- El anillo de Baudelaire (antología poética), col. Creación Literaria n.º 3, Diputación de Cuenca, 1990.
- Las posiciones, col. La Centena n.º 44, Editora Regional de Extremadura, Mérida, 1991.
- El año del mono (1993-1994), Diputación de Málaga, 1995.
- Inencontrables, Lalírica o A este lado del paraíso, s.f. (inéditos).
- Miente más el tiempo, col. Allegretto Malinconico, La Torre degli Arabeschi, Angera (Italia), 2013.